# 仰げば尊し 〜from さくら学院 2014〜
「仰げば尊し 〜from さくら学院 2014〜」（あおげばとうとし）は、 さくら学院の2枚目のDVDシングル。文部省唱歌「仰げば尊し」のカバー曲として、2015年3月04日にユニバーサルJよりリリースされた。TYPE A、TYPE Bの2形態で発売。

## 概要
さくら学院2014年度の卒業生、菊地最愛、水野由結、田口華、野津友那乃に向けて製作された卒業ソング。文部省唱歌の「仰げば尊し」をロック調にアレンジカバー。
文部省唱歌「仰げば尊し」について、卒業にふさわしい素晴らしいメロディが現在の小中学校で廃れていることに驚きを感じたさくら学院校長の倉本美津留が、古語で書かれているので意味が分からなく、気持ちが入らないないため不採用となっていることを知り、古語で書かれた歌詞の意味を理解して歌うことに意義があると考え、あえて2014年度の卒業ソングに選曲したもの。さくら学院のイベントのひとつとして行われている公開授業「歌の考古学」で改めてわかった、知らない歌のことを調べるワクワク、その体験を経て歌うことの意義、その素晴らしさ―― その構造から考えると、わからない歌詞の意味を調べて、その意味をちゃんと解釈し歌う歌として、「仰げば尊し」は恰好の材料であるとの思いから。
実際に、倉本校長により「歌の考古学 ～仰げば尊し～」として授業が行われ、その模様が「仰げば尊し 〜from さくら学院 2014〜（TYPE A）」に収録されている。また、授業の中で「仰げば尊し」の意訳が生徒たちにより考案され、意訳が添えられたミュージックビデオが動画サイトGYAO!にて期間限定で公開された。
サウンドプロデュースは、RIZE、Dragon Ashなどのベーシストとて活躍するKenKen。倉本校長は、「親の世代の音楽をしっかりリスペクトしながら現代の音楽を進化させ続けるミュージシャン。まさに歌の考古学精神を持って生まれた人物。この楽曲をお願いするにもっともふさわしい音楽家だと思いました。」と語っている。

## ミュージックビデオ
南広志プロデュース。ディレクションは、第13回水戸短編映像祭でグラプリを獲得した映像クリエーターの荒船泰廣。“宇宙からやって来た不思議な来訪者が「仰げば尊し」の心を生徒に伝える”というストーリーを宇宙人とのふれあいを通して描くSF仕立てのハートフルな作品となっており、サウンドプロデュースを手がけたKenKenも映像内に登場している。
また、「さくら学院 2014年度 〜君に届け〜」ら盤（初回限定盤）には、特典映像としてシングルとは別映像となる全編ダンスシーンで構成されたDance Video.verが収録されている。

## 収録内容

### 通常盤

#### TYPE A
1. 仰げば尊し 〜from さくら学院 2014〜 (MUSIC VIDEO)
2. 『歌の考古学 〜仰げば尊し〜』 + 仰げば尊し 〜from さくら学院 2014〜 (メイキング映像1)

#### TYPE B
1. 仰げば尊し 〜from さくら学院 2014〜 (MUSIC VIDEO)
2. 仰げば尊し 〜from さくら学院 2014〜 (メイキング映像2)